# Waschhaus (Ozouer-le-Voulgis)

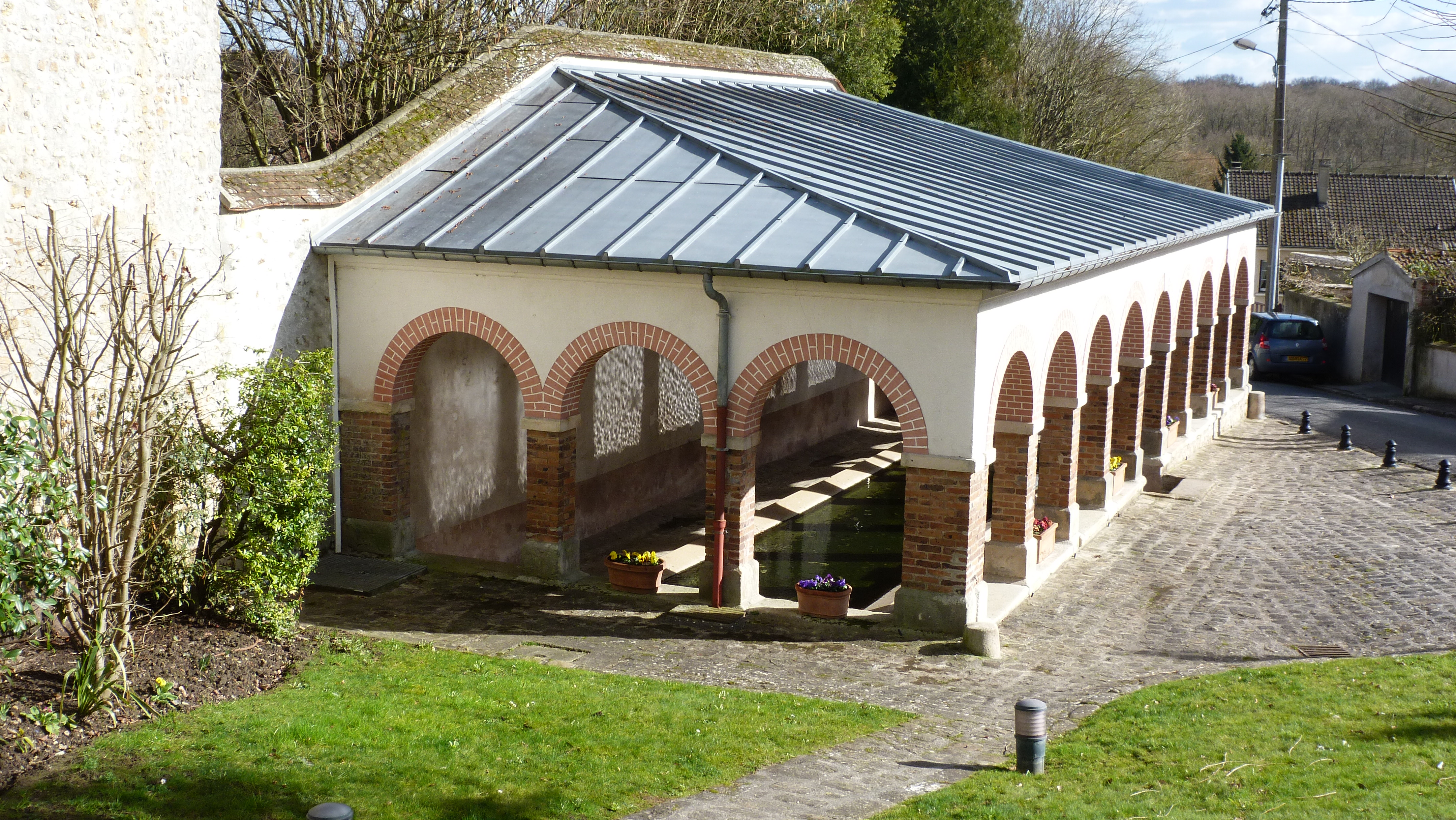
Waschhaus in Ozouer-le-Voulgis

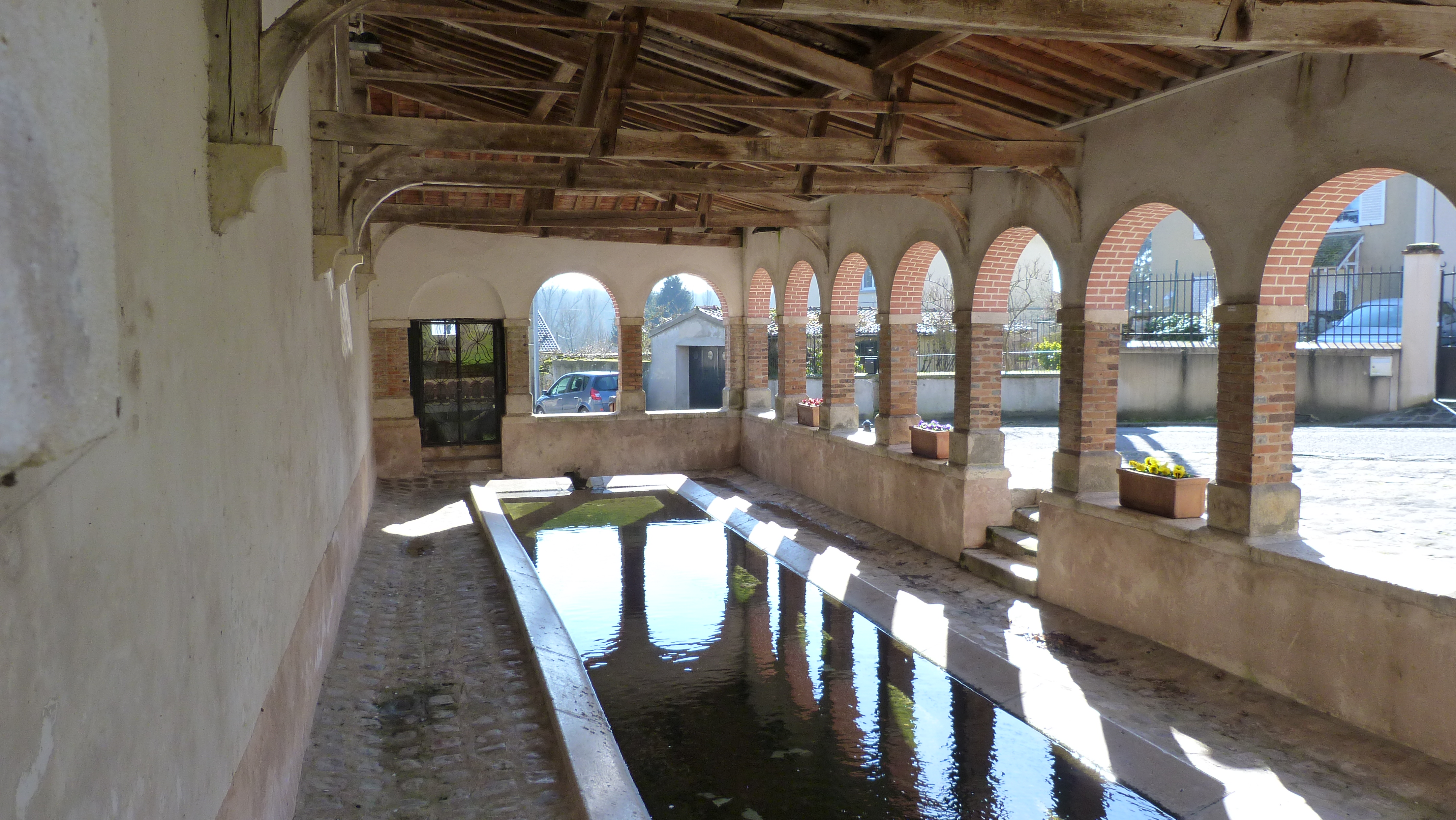
Innenansicht

Das Waschhaus (französisch lavoir) in Ozouer-le-Voulgis, einer französischen Gemeinde im Département Seine-et-Marne in der Region Île-de-France, wurde um 1848 errichtet.
Das öffentliche Waschhaus aus Ziegelmauerwerk und mit einem dreiseitigen Pultdach befindet sich in der Rue de la Fontaine. Es wird an drei Seiten durch 14 Rundbögen geöffnet.